# NKVD
NKVD, zkráceno z ruských slov Narodnyj komissariat vnutrennich děl,  Народный комиссариат внутренних дел, (česky Lidový komisariát vnitřních záležitostí) byl centrální státní orgán Sovětského svazu zabývající se vnitřní bezpečností, požární ochranou, střežením hranic a evidencí obyvatel, spravující věznice a pracovní tábory, zabývající se rozvědkou a kontrarozvědkou, který vznikl reorganizací Sjednocené státní politické správy (OGPU), existoval v letech 1934–1946 a posléze byl přejmenován na Ministerstvo vnitřních záležitostí (MVD).

## Historie

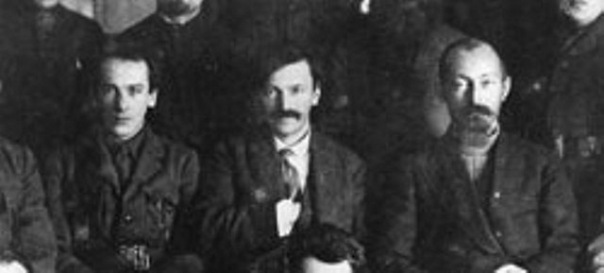
První vůdci NKVD Genrich Jagoda, Vjačeslav Menžinskij a Felix Dzeržinskij, 1924

Lidový komisariát vnitřních záležitostí vznikl reorganizací Sjednocené státní politické správy (OGPU) v červenci 1934. Lidovým komisařem vnitra byl jmenován Genrich Jagoda, dosud náměstek předsedy OGPU. Lidový komisariát měl za úkol zabezpečit pořádek ve společnosti a bezpečnost státu, ochranu socialistického vlastnictví, evidenci obyvatel, ochranu hranic, provoz nápravně-pracovních táborů. Hlavní směry činnosti komisariátu řídilo pět hlavních správ:
- Hlavní správa státní bezpečnosti (GUGB),
- Hlavní správa dělnicko-rolnické milice (GURKM),
- Hlavní správa pohraniční a vnitřní ochrany (GUPVO),
- Hlavní správa požární ochrany (GUPO),
- Hlavní správa nápravně-pracovních táborů, pracovních kolonií a věznic (GULAG).[1]

Dále v NKVD existovalo oddělení pro evidenci obyvatel a různé administrativní a hospodářské útvary. Dočasně mu podléhaly také správy pro geodézii a kartografii, pro míry a váhy, trvale od roku 1938 státní archívy. Organizační struktura NKVD se postupně měnila a vyvíjela, zejména správy pro pohraniční a vnitřní vojska (GUPVO), ale i pro tábory (GULAG) se po roce 1939 rozdělily na řadu samostatných útvarů, přibyla správa pro válečné zajatce a správa místní protivzdušné obrany.
Po jmenování Nikolaje Ježova lidovým komisařem v září 1936 represe nabyly obrovských rozměrů, v letech 1937–1938 bylo zatčeno 1,5 milionu lidí a z nich bylo na 800 tisíc zastřeleno. V listopadu 1938 se lidovým komisařem vnitra stal Lavrentij Berija.
Od 3. února 1941 byla státní bezpečnost z NKVD vyčleněna do samostatného Lidového komisariátu státní bezpečnosti (NKGB). Měsíc po vypuknutí sovětsko-německé války byla státní bezpečnost od 20. července 1941 vrácena do NKVD. Samostatný NKGB opět vznikl 14. dubna 1943.
V březnu 1946, v souvislosti s přejmenováním Rady lidových komisařů SSSR na Radu ministrů SSSR, byly přejmenovány i všechny lidové komisariáty na ministerstva. Z lidového komisariátu vnitřních záležitostí (NKVD) se stalo ministerstvo vnitřních záležitostí (MVD).

## Lidoví komisaři
- Genrich Grigorjevič Jagoda (10. července 1934 – 26. září 1936)
- Nikolaj Ivanovič Ježov (26. září 1936 – 25. listopadu 1938)
- Lavrentij Pavlovič Berija (25. listopadu 1938 – 29. prosince 1945)
- Sergej Nikiforovič Kruglov (29. prosince 1945 – 15. března 1946)